# Поня
Поня — река в Белоруссии, правый приток Березины. Протекает главным образом в Докшицком районе Витебской области (на первых километрах течения образует его границу с Вилейским районом Минской области.
Длина реки — 44,9 км. Площадь водосбора 503 км². Среднегодовой расход воды в устье 3,4 м³/с. Средний наклон водной поверхности 0,4 %.
Река берёт начало у деревни Вардомичи (Долгиновский сельсовет). На первых километрах течения образует границу Минской и Витебской областей, прочее течение проходит по Витебской области. Исток лежит на водоразделе Чёрного и Балтийского морей, рядом с истоком Пони протекает Вилия, причём верховья Пони и Вилия соединены сетью мелиорационных каналов.
Генеральное направление течения — северо-восток. Течет в сквозной долине на севере Минской возвышенности. Основной приток — р. Варлынка (справа). Долина в верховьях трапециевидная, шириной 1,5-2,5 км, на остальном протяжении реки слабо выражена, а при впадении в Березину сливается с прилегающей местностью. Пойма осушена, прорезана густой сетью мелиоративных каналов. Русло канализировано, шириной от 6 м до 30 м. Принимает сток из сети мелиоративных каналов.
Впадает в Березину у деревни Береспонье в 20 км к востоку от города Докшицы.